# Аветисян, Мисак Серопович
Мисак (Клод) Серопович Аветисян (род. 26 июня 1940) — советский футболист, защитник и полузащитник.

## Биография
Мисак Аветисян родился 26 июня 1940 года.
Играл в футбол на позициях защитника и полузащитника. Начал карьеру в составе фрунзенского «Спартака», за который в 1959 году сыграл один матч в классе «Б».
В 1961 году выступал за дубль московского ЦСКА. В том же сезоне перешёл в ташкентский «Сокол», выигравший чемпионат Узбекской ССР.
В 1963 году вошёл в состав ереванского «Арарата». В дебютном сезоне провёл 16 матчей в чемпионате СССР, по итогам которого армянская команда заняла 18-е место и вылетела из элиты советского футбола.
В 1964 году сыграл за «Арарат» 32 матча во второй группе класса «А». 14 ноября 1964 года участвовал в товарищеском матче против сборной СССР (0:1), который состоялся в Ереване.
В 1965 году провёл 46 игр, забил 1 гол и помог «Арарату» вернуться в высший эшелон.
В 1966 году сыграл 24 матча в первой группе класса «А», но в сезоне-67, проведя 4 поединка, перешёл в выступавший в классе «Б» «Севан» из Октемберяна. Здесь же играл и в 1968 году.
В 1969 году пополнил ленинаканский «Ширак», выступавший во второй группе класса «А», провёл 21 матч.
В 1970 году вернулся в «Севан», играл за него в чемпионате Армянской ССР.